# Kanton Cognac-2
Cognac-2 is een kanton van het Franse departement Charente. Het kanton maakt deel uit van het arrondissement Cognac.
In 2019 telde het kanton 17.766 inwoners.
Het kanton werd gevormd ingevolge het decreet van 20 februari 2014 met uitwerking op 22 maart 2015, met Cognac als hoofdplaats en met gemeenten uit het opgeheven kanton Cognac-Sud.

## Gemeenten
Het kanton omvat volgende 7 gemeenten.
- Ars
- Châteaubernard
- Cognac (hoofdplaats) (zuidelijk deel)
- Gimeux
- Javrezac
- Merpins
- Saint-Laurent-de-Cognac